# USS Cook (APD-130)
USS Cook (APD-130) là một tàu vận chuyển cao tốc lớp Crosley, nguyên được cải biến từ chiếc DE-714, một tàu hộ tống khu trục lớp Rudderow, và đã phục vụ cùng Hải quân Hoa Kỳ trong Chiến tranh Thế giới thứ hai. Nó là chiếc tàu chiến duy nhất của Hải quân Hoa Kỳ được đặt cái tên này, theo tên hai anh em cùng phục vụ trong Thủy quân Lục chiến và cùng được truy tặng Huân chương Chữ thập Hải quân: Trung úy Andrew Fred Cook Jr. (1920-1942), tử trận ngày 4 tháng 11, 1942 trong Chiến dịch Guadalcanal; và Trung sĩ Dallas Harry Cook (1921-1942), tử trận ngày 18 tháng 8, 1942 khi đột kích đảo Makin. Nó đã phục vụ cho đến khi chiến tranh kết thúc, xuất biên chế năm 1946, rồi được huy động trở lại để phục vụ từ năm 1953 đến năm 1969, từng tham gia hoạt động trong cuộc Chiến tranh Việt Nam. Con tàu cuối cùng bị bán để tháo dỡ vào năm 1970. Cook được tặng thưởng bảy Ngôi sao Chiến trận do thành tích phục vụ tại Việt Nam.

## Thiết kế và chế tạo
Thiết kế của lớp Crosley dựa trên việc cải biến lớp tàu hộ tống khu trục Rudderow. Cấu trúc thượng tầng con tàu được mở rộng, đồng thời tháo dỡ bớt vũ khí trang bị để lấy chỗ bố trí nơi nghỉ cho 162 binh lính được vận chuyển cùng khoảng 40 tấn trang bị. Hệ thống động lực tương tự như với các lớp Buckley và Rudderow; là kiểu động cơ turbine-điện General Electric, cung cấp điện năng cho mô-tơ điện để dẫn động hai trục chân vịt.
Dàn vũ khí được giữ lại bao gồm một khẩu pháo 5 inch (130 mm)/38 cal bố trí một phía trước mũi; ba khẩu đội pháo phòng không Bofors 40 mm nòng đôi và sáu pháo phòng không Oerlikon 20 mm; vũ khí chống ngầm gồm hai đường ray Mk. 9 để thả mìn sâu. Thủy thủ đoàn đầy đủ bao gồm 15 sĩ quan và 168 thủy thủ; và con tàu được bố trí tiện nghi để vận chuyển 12 sĩ quan cùng 150 binh lính đổ bộ.
Cook được đặt lườn như là chiếc DE-714 tại xưởng tàu của hãng Defoe Shipbuilding Co. ở Bay City, Michigan vào ngày 7 tháng 5, 1944. Một tháng trước khi hạ thủy, con tàu được xếp lại lớp như một tàu vận chuyển cao tốc vào ngày 17 tháng 7, 1944, mang ký hiệu lườn mới APD-130, rồi được hạ thủy vào ngày 26 tháng 8, 1944, được đỡ đầu bởi bà Andrew Fred Cook, mẹ của Trung úy Cook và Trung sĩ Cook. Con tàu được hoàn thiện tại xưởng tàu Todd-Johnson Dry Dock Company ở New Orleans, Louisiana và nhập biên chế cùng Hải quân Hoa Kỳ vào ngày 25 tháng 4, 1945 dưới quyền chỉ huy của Hạm trưởng, Thiếu tá Hải quân Drayton N. Hamilton.

## Lịch sử hoạt động

### 1945 - 1946
Khởi hành từ Bay City, Michigan vào ngày 17 tháng 2, 1945, Cook được kéo đi theo lối Ngũ Đại Hồ và sông Mississippi để đến New Orleans, Louisiana, nơi con tàu được tiếp tục trang bị. Sau khi nhập biên chế nó lên đường cho chuyến đi chạy thử máy huấn luyện tại khu vực vịnh Guantánamo, Cuba, rồi quay trở về Norfolk, Virginia vào ngày 4 tháng 6. Được chuẩn bị để điều động sang khu vực Mặt trận Thái Bình Dương, nó rời Norfolk, Virginia vào ngày 19 tháng 6, vận chuyển 100 hành khách Lục quân đi sang vùng bờ Tây ngang qua kênh đào Panama, đi đến San Diego, California vào ngày 2 tháng 7. Con tàu vẫn đang tiếp tục thực hành huấn luyện tại vùng bờ Tây khi Nhật Bản chấp nhận đầu hàng vào ngày 15 tháng 8, 1945 giúp chấm dứt vĩnh viễn cuộc xung đột.
Cùng với các tàu vận chuyển cao tốc khác, Cook lên đường vào ngày 16 tháng 8 cho một chuyến đi nhanh sang Tokyo, Nhật Bản, chở theo nhân sự của một đội phá hoại dưới nước (UDT: Underwater Demolition Team), và đi đến vịnh Tokyo vào ngày 4 tháng 9. Sau khi vận chuyển binh lính làm nhiệm vụ chiếm đóng đến Okinawa, nó cho đổ bộ Đội UDT-20 lên Hakodate, Hokkaidō để trinh sát và dọn chướng ngại vật trước khi lực lượng chiếm đóng đổ bộ vào ngày 27 tháng 9. Con tàu rời Yokohama để quay trở về Hoa Kỳ ngang qua Guam, Eniwetok và Trân Châu Cảng, về đến San Diego vào ngày 13 tháng 11. Sau khi được sửa chữa, nó vận chuyển binh lính dọc theo vùng bờ Tây trong tháng 1, 1946, rồi được cho xuất biên chế vào ngày 31 tháng 5, 1946, đưa về Hạm đội Dự bị Thái Bình Dương và neo đậu tại San Diego.

### 1953 - 1969
Được cho tái biên chế trở lại vào ngày 6 tháng 10, 1953, Cook tham gia huấn luyện và thực hành đổ bộ ngoài khơi San Diego. Nó đi vào Xưởng hải quân Mare Island từ ngày 28 tháng 11, 1953 đến ngày 15 tháng 3, 1954 để được cải biến thành một soái hạm ADP, rồi tiếp tục huấn luyện ngoài khơi San Diego cho đến ngày 19 tháng 11, khi nó lên đường đi sang Viễn Đông.  Sau khi tham gia các cuộc tập trận đổ bộ tại khu vực bờ biển phía Tây Triều Tiên, trong giai đoạn từ ngày 21 tháng 1 đến ngày 19 tháng 5, 1955, nó đảm nhiệm vai trò soái hạm cho hải đội tham gia vào Chiến dịch Con đường đến Tự do (Passage to Freedom), cuộc vận chuyển người di cư từ Bắc Việt Nam vào Nam Việt Nam.
Quay trở về San Diego vào ngày 12 tháng 6, Cook tiếp tục tham gia một loạt các cuộc huấn luyện thực hành trong vai trò tàu chỉ huy và chống tàu ngầm. Vào tháng 11, nó tham gia cuộc tập trận đổ bộ phối hợp với lực lượng Canada. Các hoạt động thường lệ tại chỗ, bao gồm phục vụ như mục tiêu để huấn luyện tàu ngầm, được tiếp nối cho đến ngày 21 tháng 3, 1956, khi nó lên đường đi Kauai, Hawaii, nơi nó đảm trách tàu chỉ huy cho một cuộc tập trận đổ bộ. Con tàu quay trở về San Diego vào ngày 23 tháng 4.
Cook tiếp tục những hoạt động huấn luyện và bảo trì thường lệ tại vùng bờ Tây cho đến ngày 22 tháng 8, 1957, khi nó khởi hành cho một lượt phục vụ tại khu vực Tây Thái Bình Dương. Đặt căn cứ hoạt động tại Yokosuka, Nhật Bản, con tàu đã đi đến viếng thăm Borneo, Indonesia từ ngày 14 đến ngày 22 tháng 12. Quay trở về San Diego vào ngày 10 tháng 4, con tàu tiếp tục những hoạt động thường lệ tại vùng biển California trước khi có một chuyến đi khác sang Viễn Đông từ ngày 13 tháng 10, 1959 đến ngày 29 tháng 4, 1960.
Trong giai đoạn từ năm 1966 đến năm 1969, Cook đã có bốn lượt phục vụ tại Việt Nam, hoạt động phối hợp cùng các đội UDT trong cuộc Chiến tranh Việt Nam. Nó được cho xuất biên chế đồng thời rút tên khỏi danh sách Đăng bạ Hải quân vào ngày 15 tháng 11, 1969. Con tàu được bán cho hãng National Metal and Steel Corp. tại Terminal Island, California vào ngày 24 tháng 7, 1970 để tháo dỡ.

## Phần thưởng
Cook được tặng thưởng bảy Ngôi sao Chiến trận do thành tích phục vụ trong cuộc Chiến tranh Việt Nam.
| Bronze star · Bronze star · Bronze star |             |                           |
|                                         |             |                           |
|                                         | Bronze star | Bronze star · Bronze star |
| Silver star · Bronze star · Bronze star |             |                           |

| Dãi băng Hoạt động Tác chiến với 3 Ngôi sao Chiến trận | Dãi băng Hoạt động Tác chiến với 3 Ngôi sao Chiến trận          | Đơn vị Tuyên dương Anh dũng Hải quân                            | Đơn vị Tuyên dương Anh dũng Hải quân                                |
| Huân chương Chiến dịch Hoa Kỳ                          | Huân chương Chiến dịch Châu Á-Thái Bình Dương                   | Huân chương Chiến dịch Châu Á-Thái Bình Dương                   | Huân chương Chiến thắng Thế Chiến II                                |
| Huân chương Phục vụ Chiếm đóng Hải quân                | Huân chương Phục vụ Phòng vệ Quốc gia với 1 Ngôi sao Chiến trận | Huân chương Phục vụ Phòng vệ Quốc gia với 1 Ngôi sao Chiến trận | Huân chương Viễn chinh Lực lượng Vũ trang với 2 Ngôi sao Chiến trận |
| Huân chương Phục vụ Việt Nam với 7 Ngôi sao Chiến trận | Huân chương Anh Dũng Bội Tinh (Việt Nam Cộng Hòa)               | Huân chương Anh Dũng Bội Tinh (Việt Nam Cộng Hòa)               | Huân chương Chiến dịch Bội tinh (Việt Nam Cộng Hòa)                 |